# Ô ma tendre putain
Ô ma tendre putain est un poème érotique de Guillaume Apollinaire. 
C'est un poème qui fait partie du courant littéraire du symbolisme. Il a été écrit en 1906 - 1907 et a été publié dans le livre Les Onze Mille Verges, au chapitre IV. À sa première édition, Guillaume Apollinaire n'avait signé l'ouvrage que par ses initiales G.A.